# Emphusis obesus
Emphusis obesus är en insektsart som beskrevs av Leon Fairmaire. Emphusis obesus ingår i släktet Emphusis och familjen hornstritar. Inga underarter finns listade i Catalogue of Life.